# Цушцына, Мерана
Ме́рана Цу́шцына, урождённая — Райшец (н.-луж. Měrana Cušcyna, 22 декабря 1961 года, Будишин, ГДР) — серболужицкая писательница, поэтесса и педагог. Пишет на верхнелужицком языке.

## Биография
Родилась 22 декабря 1961 года в Будишине. В 1980 году закончила Серболужицкую расширенную высшую школу в Будишине. С 1980 года по 1984 год обучалась на педагогическом факультете университета имени Карала Маркса в Лейпциге, где получила диплом учительницы верхнелужицкого и русского языков. В 1985—1986 годах работала учительнице в Радворе. С 1986 года по 1989 год работала в школе имени Альберта Эйнштейна в Будишине. С 1989 года работает учительницей в Сербской гимназии.

## Сочинения
- Jaskrawe jasle, LND, 2000;
- Wobraz ze skibami, LND, 2001;
- Z tobu po wšěch pućach, LND, 2004;
- Wodnjo dycham dypki, LND, 2005;
- Cyblowe suknički, LND, 2008;
- Brunica — Leben mit der Kohle, LND, 2011;
- Hdźe je sowa?, LND, 2012;
- Serbska poezija 59 — Měrana Cušcyna, LND, 2013.

## Награды
- Литературная премия «Фонда серболужицкого народа» (1997);
- Лауреат премии имени Якуба Чишинского (2003).